# 멜러니 아마로
멜러니 아마로(Melanie Amaro, 1992년 6월 26일 ~ )는 미국의 가수이다.